# جاك هوبز
السير جون بيري «جاك» هوبز (بالإنجليزية: Jack Hobbs) (16 من ديسمبر 1882م - 21 من ديسمبر 1963م) كان لاعب كريكيت إنجليزي محترف لعب لنادي سيري في الفترة من عام 1905 إلى 1934م ومع إنجلترا في 61 مباراة دولية بين عامي 1908م و1930. ولقد عُرف بـ «الأستاذ»، حيث اعتبر النقاد هوبز بأنه أحد أعظم ضاربي الكرة في تاريخ لعبة الكريكيت. يعد هوبز واحدًا من كبار محرزي الركضات في لعبة الكريكيت وصانعي ضربات السنشري في كريكت الدرجة الأولى، وذلك بحولي بحوالي 61760ركضة و199 ضربة سنشري. وكان ضارب كريكيت باليد اليمنى ولاعب ضرب ذو سرعة متوسطة بالذارع الأيمن، كما أن هوبز كان بارعًا كلاعب متمركز في الميدان، وخاصةً في مركز نقطة التغطية.
وُلد هوبز في حالة من الفقر عام 1882، متمنيًا أن يتخذ من لعبة الكريكيت مهنة احترافية له منذ بداية عمره. ولقد كانت أول ضربة بالكرة له غير مميزة، ولكن حدث تحسن مفاجئ في أدائه في عام 1901 جعله محط اهتمام الفرق المحلية. وبعد وفاة والده، نجح في الانضمام إلى فريق «سيري»، بدعم من ضارب الكريكيت الإنجليزي توم هاي وارد. وشيئًا فشيئًا زادت شهرته وعندما أصبح مؤهلاً للعب مع «سيري»، قام بتسجيل 88 هدفًا في أول ظهور له في الدرجة الأولى، وضربة سنشري (100 نقطة) في مباراته الثانية. وعلى مدار المواسم التالية، رسخ مكانته في فريق «سيري»، وبحلول عام 1907 - 08، لعب مباراة دولية في رياضة الكريكيت ممثلاً إنجلترا. وقد سجل 83 نقطة في أول مباراة دولية له، واستمرت حياته المهنية الدولية حتى عام 1930. وبعد أدائه لمجموعة متنوعة من المباريات الدولية، أدى نجاح هوبز أمام لاعبي فريق جنوب إفريقيا الذين يتميزون بحركات الكرة غير المتوقعة إلى حجزه مكانًا أساسيًا في اللعب، وفي عام 1911 - 12، سجّل 3 ضربات سنشري في سلسلة من المباريات أمام أستراليا. بعدئذٍ، كان يُعتبر أفضل لاعب ضارب للكريكيت في العالم حتى منتصف العشرينيات من القرن العشرين. وفي فريق «كاونتي كريكيت»، تطور هوبز إلى أسلوب لعب جذّاب وهجومي، حيث سجّل الأهداف بسرعة وقد حقق نجاحًا باهرًا في السنوات التي سبقت الحرب العالمية الأولى. وبعد الحرب، نجح هوبز مرة ثانية أمام أستراليا، ولكن حياته المهنية كانت مهددة بسبب إصابته بالتهاب الزائدة الدودية، والتي أدت إلى ابتعاده عن اللعب معظم موسم عام 1921. وعندما عاد، كان أكثر حذرًا كضارب كريكيت، وقد ركّز على اللعب بشكل أكثر أمنًا ودفاعًا. ولكنه استمر في كونه متميزًا في مباريات الكريكيت الدولية والمحلية. وتقاعد هوبز من لعب المباريات الدولية في عام 1930، ولكنه ظل يلعب لفريق «سيري» حتى عام 1934.
وكضارب كريكيت استهلالي، أسس هوبز العديد من الشراكات الاستهلالية الفعّالة، وذلك مع كل من توم هايوارد وآندي ساندهام في فريق «سيري»، ومع ويلفريد رهودز وهيربرت ساتكليف في فريق «إنجلترا» الدولي.

## قائمة المصادر
- H S Altham, A History of Cricket, Volume 1 (to 1914), George Allen & Unwin, 1962
- Arlott، John (1981). Jack Hobbs: Profile of "The Master". London: John Murray/David-Poynter. ISBN:0-7195-3886-6.
- Birley، Derek (1999). A Social History of English Cricket. London: Aurum Press. ISBN:1-85410-941-3. مؤرشف من الأصل في 2022-12-08.
- Green، Benny، المحرر (1982). Wisden Anthology 1900–1940. London: Queen Anne Press. ISBN:0-7472-0706-2.
- Alan Hill, Herbert Sutcliffe: Cricket Maestro, Stadia, 2007 (2nd edition)
- Jerry Lodge, Jack Hobbs – His Record Innings-By-Innings, ACS Publications, 2001
- Mason، Ronald (1960). Jack Hobbs: A Portrait of an Artist as a Great Batsman. London: Hollis & Carter.
- McKinstry، Leo (2011). Jack Hobbs: England's Greatest Cricketer. London: Yellow Jersey Press. ISBN:978-0-224-08329-4.

## وصلات خارجية
- جاك هوبز على موقع الموسوعة البريطانية (الإنجليزية)
- جاك هوبز على موقع إي آس بي آن كريك إنفو (الإنجليزية)

- Wisden Archive 1964 – Jack Hobbs' Obituary